# إصريحن (إمرابطن)
إصريحن هي إحدى مشيخات المملكة المغربية، تتبع جغرافيا لإقليم الحسيمة وإداريًا لإمرابطن. يقدر عدد سكانها بـ 1900 نسمة حسب الإحصاء الرسمي للسكان والسكنى لسنة 2004.